# Roma-Napoli-Roma 1906
La Roma-Napoli-Roma 1906, quinta edizione della corsa, si svolse il 20 settembre 1906 su un percorso di 460 km. La vittoria fu appannaggio dell'italiano Carlo Galetti, che completò il percorso in 22h39'38", precedendo i connazionali Amadeo Baiocco e Ferdinando Grammel.
Sul traguardo di Roma 3 ciclisti, su 31 partiti dalla medesima località, portarono a termine la competizione. Tuttavia Carlo Mairano e Gaetano Gargiulo, giunti rispettivamente, fuori tempo massimo, quarto e quinto, vennero ugualmente considerati classificati.

## Ordine d'arrivo (Top 5)
| Pos. | Corridore          | Squadra | Tempo      |
| ---- | ------------------ | ------- | ---------- |
| 1    | Carlo Galetti      | OTAV    | 22h39'38"  |
| 2    | Amadeo Baiocco     | -       | a 3h03'17" |
| 3    | Ferdinando Grammel | -       | a 3h03'22" |
| 4    | Carlo Mairano      | -       | FTM        |
| 5    | Gaetano Gargiulo   | -       | FTM        |